# 伊院駅
伊院駅（イウォンえき）は、大韓民国忠清北道沃川郡伊院面にある、韓国鉄道公社（KORAIL）京釜線の駅。

## 駅構造
島式ホーム2面4線を有する地上駅。

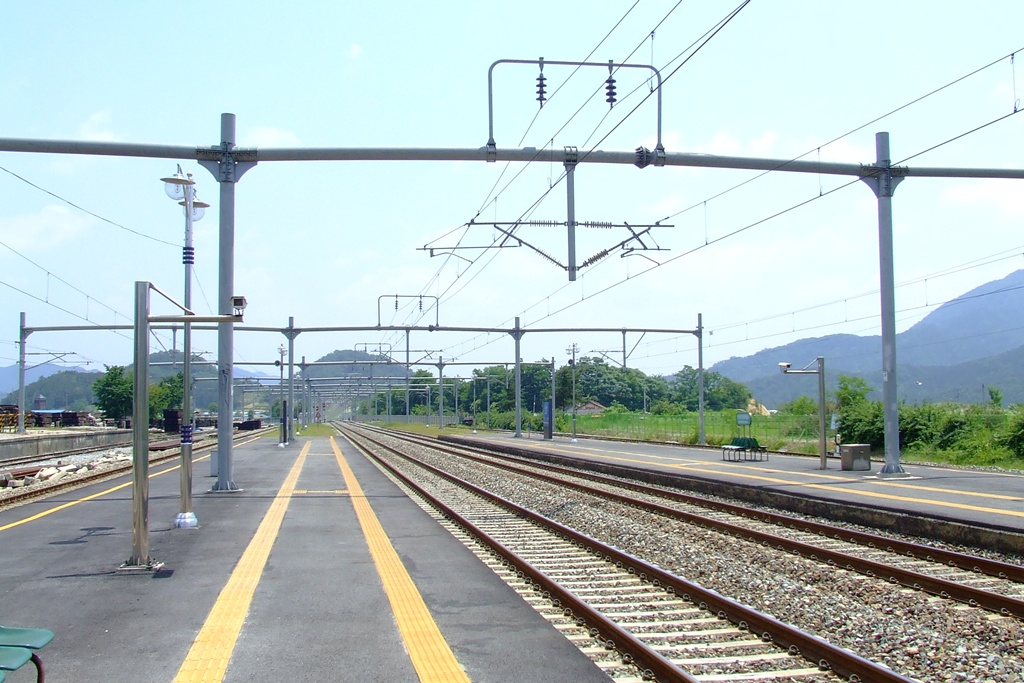
ホーム（2007年撮影）

## 利用状況
2010年度の1日平均乗車人員は41人、1日平均乗降人員は70人である。

## 駅周辺
- 伊院面事務所
- 伊院農工団地
- 伊院市場
- 伊院聖母病院
- 伊院中学校
- 沃川伊院初等学校

## 歴史
- 1905年1月1日 - 営業開始。
- 1909年10月29日 - 義兵20人が放火。[2]
- 1945年 - 現在の位置に駅を移す。
- 2007年5月 - 駅舎をリフォーム。

## 隣の駅
韓国鉄道公社　
京釜線　
ITX-セマウル
通過
ムグンファ号
沃川駅 - 伊院駅 - 池灘駅